# Tameo Ide
Tameo Ide (井出 多米夫 Ide Tameo?,  27 de noviembre de 1908 en Shimizu, Shizuoka - 17 de agosto de 1998) fue un futbolista japonés que se desempeñaba como centrocampista.
Ide fue elegido para integrar la selección nacional de Japón para los Juegos del Lejano Oriente de 1930.

## Trayectoria

### Clubes
| Club          | País  | Año  |
| ------------- | ----- | ---- |
| Tokyo OB Club | Japón | ???? |

### Selección nacional
| Selección | País  | Año  |
| --------- | ----- | ---- |
| Absoluta  | Japón | 1930 |

## Estadística de equipo nacional
| Selección de Japón | Selección de Japón | Selección de Japón |
| Año                | Part.              | Goles              |
| ------------------ | ------------------ | ------------------ |
| 1930               | 1                  | 0                  |
| Total              | 1                  | 0                  |

## Palmarés

### Títulos nacionales
| Título             | Club          | País  | Año  |
| ------------------ | ------------- | ----- | ---- |
| Copa del Emperador | Tokyo OB Club | Japón | 1933 |